# 葛飾区立綾南小学校
葛飾区立綾南小学校（かつしかくりつ りょうなんしょうがっこう）は、東京都葛飾区堀切1丁目にある公立小学校。

## 沿革
出典
- 1952年（昭和27年）
  - 6月5日 - 葛飾区立堀切小学校および四ツ木小学校分校として上棟式挙行。
  - 9月1日 - 葛飾区立綾南小学校設立。木造2階建18教室。
  - 9月10日 - 開校式挙行（区内32番目）。この時点の教職員数24名、児童数881名、学級数18。
  - 10月21日 - PTA総会開催。
  - 12月1日 - 校章制定。
  - 12月10日 - 校舎落成式挙行。
- 1954年（昭和29年）9月22日 - 教室増築竣工し、2部授業解消。
- 1962年（昭和37年）
  - 9月30日 - プール完成。
  - 10月6日 - 校歌制定し、発表会開催。（作詞：小林純一、作曲：中田喜直[3]）
  - 11月10日 - 創立10周年記念式典挙行。
- 1967年（昭和42年）4月5日 - 鉄筋校舎第一期工事（特3・普3）。
- 1968年（昭和43年）
  - 3月26日 - 鉄筋校舎第二期工事（管4・普8）。
  - 8月24日 - 綾南小学校子供会結成。
- 1969年（昭和44年）4月4日 - 鉄筋校舎第三期工事（普8）。
- 1971年（昭和46年）3月10日 - 体育館工事。
- 1972年（昭和47年）9月9日 - 創立20周年記念式典挙行。
- 1978年（昭和53年）3月20日 - 鉄筋校舎第四期工事（特3、給食室）。
- 1979年（昭和54年）3月22日 - 会議室新設。
- 1981年（昭和56年）
  - 1月27日 - 体育館・備蓄倉庫新築工事。
  - 9月24日 - 校庭整備。
- 1982年（昭和57年）11月6日 - 創立30周年記念式典挙行。
- 1984年（昭和59年）3月 - 学校シンボル『けやき』植樹。
- 1985年（昭和60年）
  - 6月28日 - プール改修。
  - 8月28日 - 普通教室パーテーション工事。
- 1987年（昭和62年）3月31日 - 第一期校庭緑化工事。
- 1988年（昭和63年）
  - 3月31日 - 第二期校庭緑化工事。
  - 12月 - 西門・四季の道整備。
- 1989年（平成元年）9月20日 - 給食室改修工事。
- 1990年（平成2年）
  - 3月30日 - 東側校庭防球ネット工事。
  - 8月31日 - 校庭外装工事。
- 1991年（平成3年）8月31日 - 校庭整備、体育館床の塗装。
- 1992年（平成4年）
  - 8月31日 - 校舎内装工事。
  - 10月17日 - 創立40周年記念式典挙行。
- 1994年（平成6年）7月29日 - 岩井臨海学校実施。
- 1995年（平成7年）
  - 3月15日 - 飼育小屋改修工事。
  - 12月25日 - コンピュータ室設置。
- 1996年（平成8年）
  - 3月29日 - 災害防災無線ファックス設置。
  - 3月31日 - 校舎内の水道管取り換え工事。
- 1997年（平成9年）
  - 9月9日 - ふれあい給食（高齢者対象）開始。
  - 9月10日 - 防災備蓄倉庫設置。
  - 10月21日 - 体育館防球ネット設置。
- 1998年（平成10年）9月10日 - 焼却炉撤去。家庭科室の床改修工事。体育館の窓枠改修工事。西門に防犯灯設置。
- 2000年（平成12年）3月21日 - トイレ改修工事。
- 2001年（平成13年）2月7日 - トイレ照明増設工事。
- 2002年（平成14年）
  - 6月7日 - 創立50周年として、記念樹『ヒメシャラ』を植樹。
  - 9月2日 - コンピュータ室に新規20台設置し、インターネット接続。
  - 9月12日 - 防火シャッター設置工事。
  - 11月1日 - 創立50周年記念式典挙行。
- 2003年（平成15年）
  - 7月22日 - 体育館床全面張り替え工事。
  - 8月5日 - 受水槽取り替え工事。
- 2004年（平成16年）7月21日 - 校舎と体育館耐震補強工事。校舎強化ガラス化取り替え。屋上防水改修耐震補強工事。東側トイレ全面改修工事。
- 2005年（平成17年）
  - 1月17日 - 新わんぱく広場（わくわくチャレンジ）開設。
  - 6月1日 - 各教室空調設備設置工事。
  - 10月6日 - 校庭マーカー付け直し作業。
- 2006年（平成18年）2月3日 - わんぱく教室と校舎との侵入センサー分離工事。
- 2008年（平成20年）
  - 3月25日 - プールフェンス改修工事。
  - 4月1日 - 地震計を設置。
  - 7月14日 - 学校地域応援団設立。
- 2010年（平成22年）7月19日 - 芝生化完了し、校庭芝生オープニングセレモニー挙行。
- 2011年（平成23年）2月8日 - 学校教育総合システム導入。
- 2012年（平成24年）
  - 3月13日 - 放送室放送設備入れ替え。
  - 7月20日 - 校舎外装塗装工事、体育館屋根塗装工事。
  - 10月27日 - 創立60周年記念式典挙行し、祝賀会開催。
- 2013年（平成25年）
  - 2月4日 - プール防水等、改修工事。
  - 7月20日 - 西側トイレ改修工事。
  - 11月20日 - 校長室、職員室、事務室、主事室、音楽室の冷暖房機入れ替え。
- 2014年（平成26年）2月4日 - 管理棟空調設備入替工事。
- 2022年（令和4年）10月22日 - 創立70周年記念式典挙行。

## 通学区域
出典
- 堀切1丁目（全域）
- 四つ木3丁目（19番・20番）、4丁目（14番～20番・29番・30番）

## 進学先中学校
出典
- 葛飾区立堀切中学校 - 堀切1丁目から通う児童の主な進学先
- 葛飾区立四ツ木中学校 - 四つ木3丁目・四つ木4丁目から通う児童の主な進学先

## 学校周辺
下記のほか、葛飾区立南堀切保育園以外の保育園・幼稚園や中小規模の工場、中小規模のマンション・アパートなども点在する。
- クリエイトエス・ディー葛飾堀切店 - 葛飾区道をはさんで、敷地内が隣接。
- リブレ京成堀切店
- 葛飾区立南堀切保育園 - 進学前保育園のひとつ
- 葛飾区立地域コミュニティ施設堀切憩い交流館
- 警視庁葛飾警察署堀切交番
- 葛飾区立堀切公園
- 東京電力パワーグリッド堀切変電所

## 交通アクセス
- 京成タウンバス「新小51」・「有70」・「有71」・「有72」の各系統で、「堀切中学校」バス停より、
  - サイゼリヤ葛飾堀切店側のりばから、徒歩約685m・約11分。
  - くらしの友堀切総合斎場側のりばから、徒歩約665m・約10分。
    - なお、「堀切中学校」バス停から、本校敷地まで、最短で約400mほどだが、道路と校門（正門）の位置関係で、やや遠廻りとなる。